# Fatima Miris

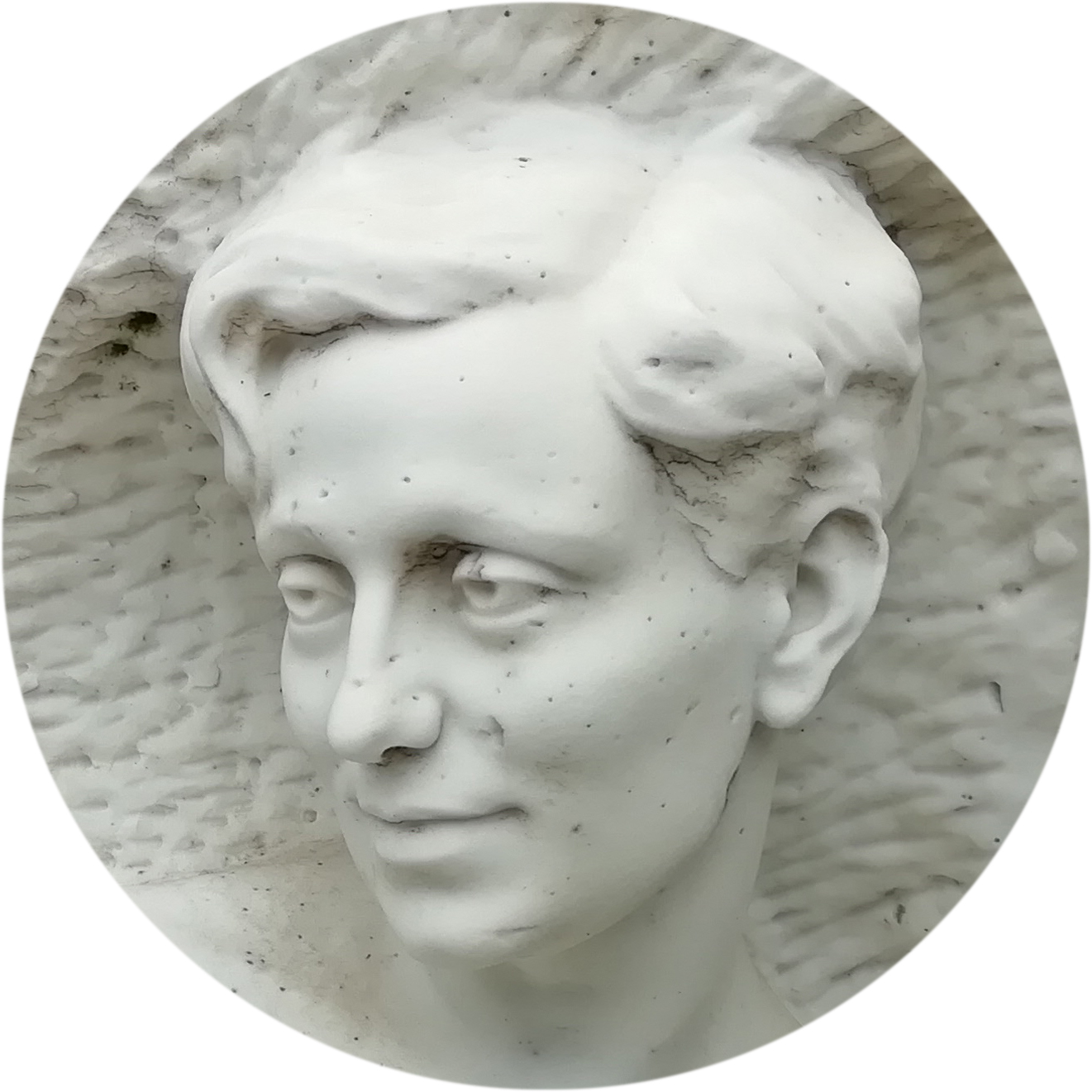
Retrato de Fatima Miris em sua sepultura no cemitério Certosa di Bologna.

Fatima Miris, nome artístico de Maria d'Arco Frassinesi (Chiusa di Pesio, 27 de outubro de 1882 – Bolonha, 3 de novembro de 1954), foi uma atriz, cantora e transformista italiana. Seguindo a arte popularizada no século XIX por artistas como Leopoldo Fregoli, ela é lembrada por sua habilidade em transformação cênica, que lhe permitia transformar, em questão de segundos, a personagem que interpretava, incluindo seu tom de voz, roupas e todos os tipos de acessórios.

## Vida Pessoal
Filha de um oficial de carreira (Capitão Arturo Frassinesi) e de uma nobre (Condessa Anna Pullè de Vendramin), mudou-se ainda jovem com a família para San Giacomo Roncole (um vilarejo de Mirandola, na província de Modena), onde sua avó havia comprado a vila "La Personala" (mais tarde chamada de Villa Frassinesi).

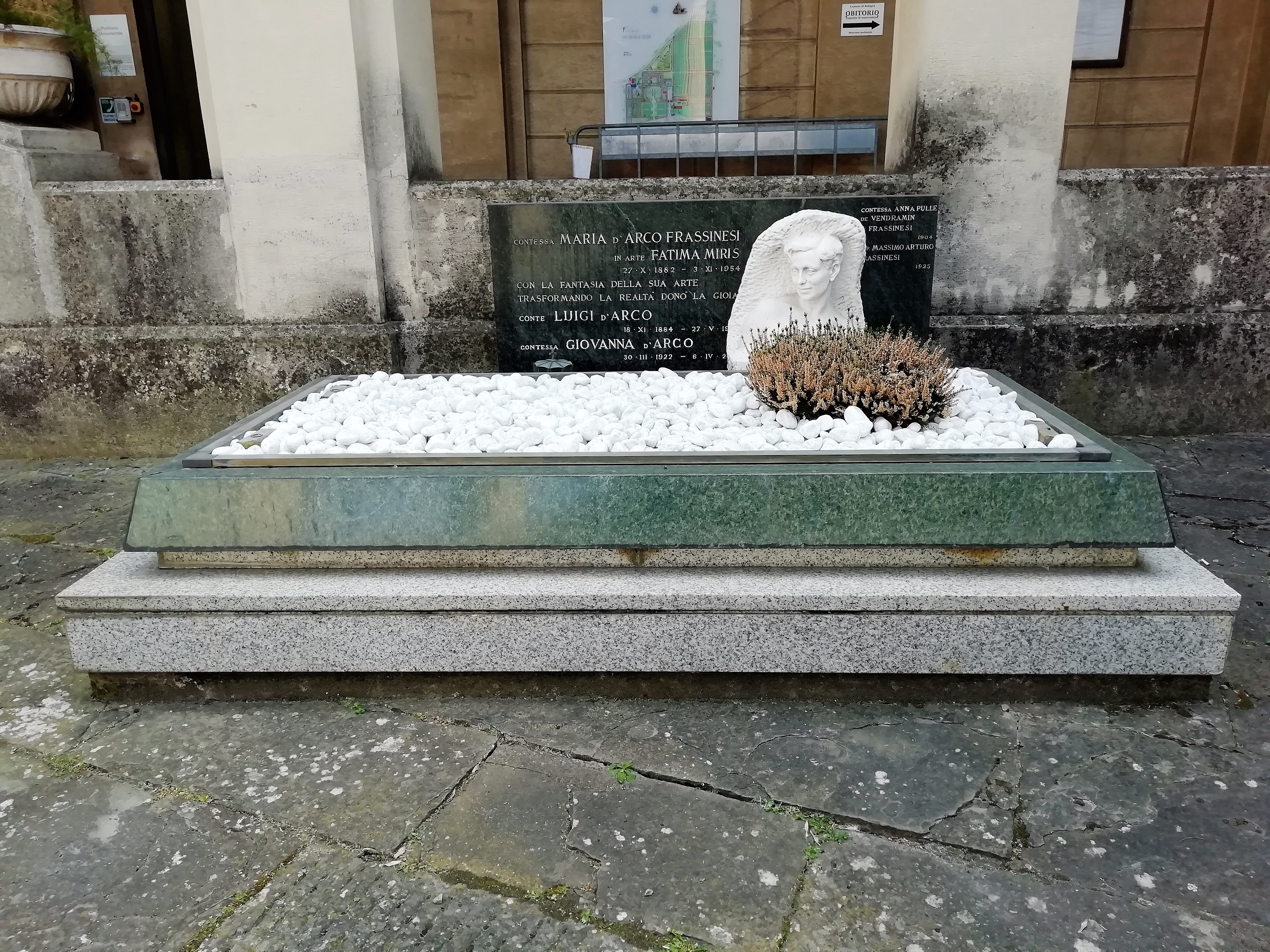
Sepultura de Fatima Miris, no cemitério Certosa di Bologna.

Após se formar como professora de jardim de infância, dedicou-se, já nos primeiros anos do século, ao teatro, desencadeando o que sua família inicialmente considerou quase um escândalo.
Em 1921, casou-se com o Conde Luigi d'Arco em Bolonha e, em 1922, teve uma filha, Giovanna.
Ela morreu em Bolonha em novembro de 1954, devido a um tumor diagnosticado quando já era tarde demais. Está sepultada no cemitério monumental Certosa di Bologna.

## Carreira
Apesar de ter diploma de professora, preferiu dedicar-se aos espetáculos com o apoio do pai e do ator Emilio Zago, que lhe escreveu algumas comédias, entre elas "Ero e Leandro: uma comédia musical trágica, engraçada, sensacional", musicada pelo maestro Conte G. Bezzi.
Sua estreia ocorreu em 1903. As fontes divergem quanto ao dia, podendo ter sido em 7 de setembro no Teatro Brunetti (hoje Duse) em Bolonha ou em 20 de outubro no Teatro Storchi em Modena. Foi, no entanto, o início de uma carreira brilhante. O jornal "Il Travaso" escreveu sobre sua apresentação no Olympia, em Roma, no ano de 1904, como o jornalista declarou: "Esta jovem, que parece um menino, se disfarça de Fatima Miris, mas na realidade é uma Fregoli revivida e lota todas as noites o teatro de Nino Cruciali".
Sua habilidade, aliada ao conhecimento de cinco línguas estrangeiras, levou-a a viajar ao exterior por longos períodos com sua irmã Emília, uma violinista talentosa. Notícias corriam por toda parte sobre sua travessia do Rio Amazonas com 63 enormes baús cheios de roupas, cenografia e perucas, ou sobre sua visita ao Egito, durante a qual teve a oportunidade de conhecer o paxá Teofic, e também sobre sua amizade com o embaixador do Japão. Fátima Miris era uma artista completa. Ela também escreveu o livreto "O hino de Garibaldi: um monólogo de transformações", publicado em 1911 pela editora de Candido Grilli e hoje conservado na biblioteca central de Florença.
Em 1921, ela foi forçada a interromper suas apresentações por um período, devido aos problemas de saúde de seu pai. Ao retornar a Bolonha, conheceu o Conde Luigi d'Arco, com quem se casou no mesmo ano, no oratório privado de Personala. No ano seguinte, teve uma filha, Giovanna, que havia desaparecido recentemente. Ela excursionou novamente por alguns anos e depois se retirou para a vida privada até 1932, quando retornou para se apresentar na América do Sul, onde o público jamais a esqueceu.

## Transformismo
Desde pequena Maria Frassinesi já revelava seus talentos incomuns. Aprendeu a tocar violino e a cantar com diferentes timbres de voz. Ela começou a realizar encenações domésticas para familiares, pegando emprestadas as roupas encontradas em casa e personificando diferentes papéis simultaneamente. Esses eram os “ensaios gerais" de sua capacidade de transformação, como ela mesma explicou, da capacidade de mudar inúmeros personagens em cena "com tal rapidez que o público tem a ilusão de testemunhar uma representação feita por várias pessoas". De marinheiro a cantor principal, de palhaço a padre e gueixa: ela costumava alternar entre personagens, dando a impressão de que havia muitos outros atores participando do espetáculo. Esse tipo de espetáculo estava se tornando muito popular naquela época na Itália e para torná-lo ainda mais famoso, surgiu ninguém menos que Leopoldo Fregoli, um ator nascido em uma família modesta em Roma que mais tarde se tornou tão famoso no mundo todo a ponto de determinar o nascimento do termo "fregolismo" para indicar uma mudança rápida e prodigiosa na aparência.

## Passagens de Fatima pelo Brasil
Os jornais da época apontam que Fatima passou várias vezes pelo Brasil em turnê, começando em 1905 , onde a princípio só há registro de apresentações suas nos estados do Rio de Janeiro e São Paulo. Além do Brasil, em suas passagens pela América do Sul, Fátima também alcançou muito sucesso na Argentina e no Uruguai. Voltou ao Brasil em 1912, (quando adicionou o Rio Grande do Sul ao seu percurso) e depois novamente, em 1917, quando executou um percurso ainda maior, passando pelos estados do Ceará, Pernambuco, Amazonas, Pará, Maranhão e Minas Gerais (além de São Paulo e Rio de Janeiro, onde já era célebre). Efetuou breves pausas entre suas vindas, tanto por motivos familiares quanto por satisfação com a sua fortuna, declarando sua “despedida” durante a turnê de 1917. Anunciou a aposentadoria mais uma vez, durante a turnê de 1925. Mas não se retiraria dos palcos brasileiros definitivamente até 1932, quando, ao ser contratada pelo empresário José Messutti para se apresentar em Montevidéu, desvia o curso de sua viagem para uma passagem final pelo Brasil, sendo uma das atrações da reinauguração do Teatro Carlos Gomes, no Rio de Janeiro.

## Envolvimento com o cinema
Em certo momento de sua carreira, Fatima Miris também se sentiu tentada pelo cinema, ou pelo menos, como consta em uma carta publicada no site da associação "Al Banardon", foi seduzida por alguém que queria se aproveitar de seu talento para realizar um projeto (ao que tudo indica, fracassado) de levá-la ao cinema. Era 1914. A carta era assinada pelo editor de uma conhecida revista cinematográfica napolitana, "Film-Corriere settimanale dei cinematografi". Juntamente com os parabéns por seus "sucessos transoceânicos", o diretor anunciou sua próxima visita à "esplêndida vila" de Crocicchio Zeni e também pediu que ela cumprimentasse o "simpático" pai e a "gentil" irmã Emília.